# Lipovec (okres Rimavská Sobota)
Lipovec (maďarsky Lipóc) je obec na Slovensku v okrese Rimavská Sobota v Banskobystrickém kraji. V roce 2019 zde žilo 99 obyvatel.

## Geografie
Obec se nachází v regionu Malohont v Cerové vrchovině. Centrum vsi je vzdáleno přibližně 19 kilometrů severně od Rimavské Soboty a leží v nadmořské výšce 530 m n. m. Díky této relativně vysoké nadmořské výšce v katastru obce pramení Lipovský potok, který se zprava vlévá do Drienoku, přítoku Turce.

## Obyvatelstvo
Podle sčítání lidu v roce 2011 v obci Lipovec žilo 97 obyvatel, z toho se 51 hlásilo ke slovenské, 26 maďarské, dva k ruské a po jednom k romské a německé. 16 obyvatel neuvedlo svou národnost. K římskokatolickému křesťanství se přihlásilo 55 obyvatel, k evangelické církvi 15 a k pravoslavné církvi tři, dvakrát bylo uvedeno jiné náboženství. Pět obyvatel bylo bez vyznání a 17 svou víru neuvedlo.

## Pamětihodnosti
V Lipovci se nachází klasicistní evangelický kostel z let 1788 až 1793, jedná se o jednolodní stavbu s půlkruhově zakončenou svatyní a věží. Uvnitř se nachází dřevěná empora ve tvaru písmene U. Oltář pochází z poloviny 19. století, varhany jsou uloženy v rokokové schránce z konce 18. století. Kolem kostela rostou staleté lípy.